# آلن بلور
آلن بلور (انگلیسی: Alan Bloor; ۱۶ مارس ۱۹۴۳ – ) بازیکن فوتبال اهل بریتانیا بود.
از باشگاه‌هایی که در آن بازی کرده است می‌توان به باشگاه فوتبال استوک سیتی و باشگاه فوتبال پورت ویل اشاره کرد.
وی همچنین در تیم ملی فوتبال England Youth بازی کرده است.